# 邵佳一
邵佳一（1980年4月10日—），出生於北京，前中国足球运动员。他出身于北京国安足球俱乐部，2003年邵佳一租借加盟慕尼黑1860开始留洋生涯，并于2006年7月正式转会科特布斯。2011年5月，德乙球队杜伊斯堡官方网站宣布，邵佳一正式加盟球队，杜伊斯堡队也成为了邵佳一留洋之后效力的第三支德国球队。不過邵佳一僅僅在杜伊斯堡度過半個賽季就結束留洋生涯，重返母队北京國安。2015年10月29日，邵佳一宣布将在赛季结束后退役，结束职业生涯。2017年8月7日德甲官网公布了入选德甲传奇球星名人堂的9名球星，邵佳一榜上有名。

## 足球生涯
邵佳一是北京足球本地培养出来的新星，1993年进入北京少年队，曾获全国少年联赛第三、四名。自1995年起，在北京威克瑞队，曾获全国青年联赛第二名，八运会第五名。自1998年加盟北京国安后，邵佳一逐渐成为主力，并深得国足主帅米卢的信任，于2000年入选国家队。邵佳一与杨璞、徐云龙被球迷并称为“国安三少”，成为京城新一代偶像球员。
2002年，邵佳一入选中国国家队参加了韩日世界杯。值得一提的是邵佳一本人在第三场小组赛中国对阵土耳其的比赛中因为侵犯对手得到了红牌，这也是中国足球在世界杯决赛周历史上的第一张红牌。
2003年，邵佳一被当时的德甲球队慕尼黑1860队垂青，以租借的方式登陆德甲，成为该队不可或缺的中场主力球员。但随后1860俱乐部降入乙级，球队成绩始终不很理想，在2006赛季该队又险些降入丙级，这使邵佳一有了离开1860而加入德国其他足球俱乐部的打算。最终在2006年7月，邵佳一从北京国安俱乐部正式转会，加入了德甲的科特布斯足球俱樂部，2006年10月29日對哈化柏林的聯賽中射入他加盟科特布斯後的首個正式入球。
2009年6月，邵佳一与已降入德乙的科特布斯续签了两年合同。
2011年5月，同為德乙球队的杜伊斯堡官方宣布邵佳一免費加盟，杜伊斯堡为邵佳一开出的是一个“2+1”的合同，杜伊斯堡在两年合同到期之后，还享有一年的优先续约权。
2011年12月13日，中超北京国安官方宣佈，完成簽約，結束漂泊9年的留洋歲月，但沒有透露其他細節。回归国安后，邵佳一偶有高光表现，其中最具亮点的时刻是2014年中超联赛第29轮，北京国安凭借邵佳一的一脚任意球绝杀，将冠军悬念拖到了当季最后一轮。
2015年10月29日，邵佳一在工人体育场召开新闻发布会，宣布自己在赛季结束之后退役。
2019年8月起，邵佳一历任中国足球协会国家队管理部训练总监、U19男足国家队领队兼助教、U18男足国家队教练组组长。2024年7月29日，完成职业级教练员培训课程不久的邵佳一担任青岛西海岸足球俱乐部主教练，正式开始职业球队执教生涯。

## 聯賽上陣紀錄
| 球季  | 俱乐部     | 國家 | 上陣 | 入球 |
| ----- | ---------- | ---- | ---- | ---- |
| 1999  | 北京国安   | 中国 | 7    | 1    |
| 2000  | 北京国安   | 中国 | 15   | 3    |
| 2001  | 北京国安   | 中国 | 20   | 3    |
| 2002  | 北京国安   | 中国 | 27   | 7    |
| 02/03 | 慕尼黑1860 | 德国 | 12   | 1    |
| 03/04 | 慕尼黑1860 | 德国 | 5    | 0    |
| 04/05 | 慕尼黑1860 | 德国 | 16   | 3    |
| 05/06 | 慕尼黑1860 | 德国 | 25   | 4    |
| 06/07 | 科特布斯   | 德国 | 29   | 2    |
| 07/08 | 科特布斯   | 德国 | 14   | 0    |
| 08/09 | 科特布斯   | 德国 | 7    | 1    |
| 09/10 | 科特布斯   | 德国 | 25   | 8    |
| 10/11 | 科特布斯   | 德国 | 25   | 4    |
| 11/12 | 杜伊斯堡   | 德国 | 10   | 1    |
| 2012  | 北京國安   | 中国 | 20   | 3    |
| 2013  | 北京國安   | 中国 | 26   | 6    |
| 2014  | 北京國安   | 中国 | 22   | 3    |
| 2015  | 北京國安   | 中国 | 17   | 3    |

## 國家隊入球紀錄
| # | 日期           | 地點             | 對賽球隊   | 比分 | 賽事         |
| - | -------------- | ---------------- | ---------- | ---- | ------------ |
| 1 | 2004年7月21日  | 中國北京         | 印度尼西亞 | 5-0  | 亞洲盃       |
| 2 | 2004年7月21日  | 中國北京         | 印度尼西亞 | 5-0  | 亞洲盃       |
| 3 | 2004年8月3日   | 中國北京         | 伊朗       | 1-1  | 亞洲盃       |
| 4 | 2004年11月17日 | 中國广州         | 香港       | 7-0  | 世界盃外圍賽 |
| 5 | 2004年11月17日 | 中國广州         | 香港       | 7-0  | 世界盃外圍賽 |
| 6 | 2006年9月6日   | 中國天津         | 新加坡     | 1-0  | 亞洲盃外圍賽 |
| 7 | 2007年7月10日  | 马来西亚, 吉隆坡 | 马来西亚   | 5-1  | 亚洲盃       |
| 8 | 2007年7月15日  | 马来西亚, 吉隆坡 | 伊朗       | 2-2  | 亚洲盃       |

## 外部連結
- 邵佳一 – FIFA國際賽競賽紀錄 (存檔)
- 邵佳一的新浪微博
- 邵佳一消息